# 문헌학

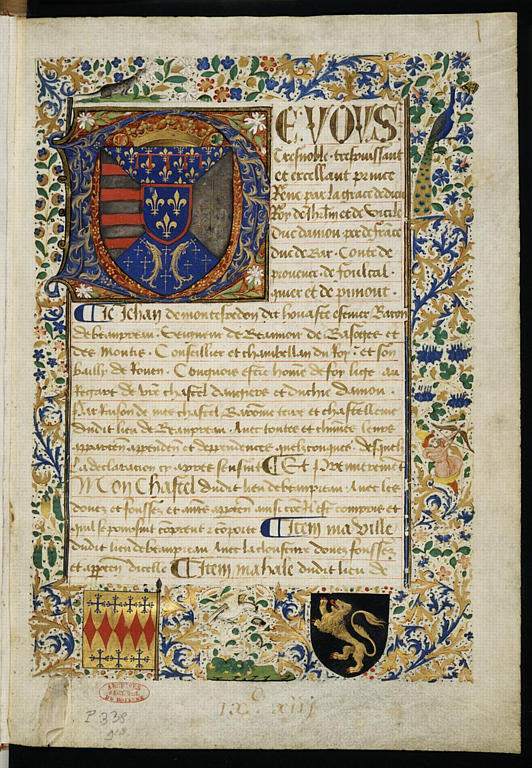

문헌학(文獻學, 영어: philology)은 문헌 자료를 언어학적, 역사적 측면으로 비판, 해석하고, 그에 근거하여 민족이나 시대의 문화를 연구하는 학문이다. 언어학과 문학평론이 결합된 인문주의적 역사 언어학의 한 갈래로 취급된다. 처음에 유럽 르네상스 인문주의에서 서양의 고전 문헌학이 시작되었다. 이는 고대 그리스어, 라틴어에 대한 문학 연구를 다루었는데, 얼마 후 비유럽의 다른 언어들에 대한 연구가 문헌학에 포함되었다.

## 같이 보기
- 고문서학
- 고증학
- 서지학
- 피핀의 기증
- 콘스탄티누스의 기증